# Road Race Showcase 2010
Navigation
Édition précédente Édition suivante
Le Road Race Showcase 2010 (officiellement appelé le 2010 American Le Mans Series powered by eStar ) a été une course de voitures de sport organisée sur le circuit de Road America le 22 août 2010. C'était la septième manche de la saison 2010 du championnat American Le Mans Series et la 43e édition de cette manifestation sportive.

## Qualifications
| Pos. | Classe | N° | Écurie                     | Pilote                | Temps          | Grille |
| ---- | ------ | -- | -------------------------- | --------------------- | -------------- | ------ |
| 1    | LMP    | 8  | Drayson Racing             | Jonny Cocker          | 1 min 49 s 554 | 1      |
| 2    | LMP    | 16 | Dyson Racing Team          | Guy Smith             | 1 min 50 s 875 | 2      |
| 3    | LMP    | 6  | Muscle Milk Team Cytosport | Klaus Graf            | 1 min 51 s 312 | 3      |
| 4    | LMP    | 12 | Autocon Motorsports        | Johnny Mowlem         | 1 min 51 s 711 | 4      |
| 5    | LMP    | 1  | Patrón Highcroft Racing    | David Brabham         | 1 min 52 s 148 | 5      |
| 6    | LMPC   | 52 | PR1/Mathiasen Motorsports  | Luis Díaz             | 1 min 58 s 287 | 6      |
| 7    | LMPC   | 89 | Genoa Racing               | Kyle Marcelli         | 1 min 59 s 412 | 7      |
| 8    | LMPC   | 99 | Green Earth Team Gunnar    | Gunnar Jeannette      | 2 min 00 s 092 | 8      |
| 9    | LMPC   | 95 | Level 5 Motorsports        | Andy Wallace          | 2 min 00 s 740 | 9      |
| 10   | LMPC   | 36 | Genoa Racing               | Frankie Montecalvo    | 2 min 00 s 046 | 10     |
| 11   | GT     | 4  | Corvette Racing            | Oliver Gavin          | 2 min 06 s 509 | 11     |
| 12   | GT     | 3  | Corvette Racing            | Jan Magnussen         | 2 min 06 s 674 | 12     |
| 13   | GT     | 61 | Risi Competizione          | Pierre Kaffer         | 2 min 06 s 997 | 13     |
| 14   | GT     | 90 | BMW Rahal Letterman Racing | Joey Hand             | 2 min 07 s 222 | 14     |
| 15   | GT     | 45 | Flying Lizard Motorsports  | Jörg Bergmeister      | 2 min 07 s 392 | 15     |
| 16   | GT     | 01 | Extreme Speed Motorsports  | Johannes van Overbeek | 2 min 07 s 455 | 16     |
| 17   | GT     | 62 | Risi Competizione          | Jaime Melo            | 2 min 07 s 561 | 17     |
| 18   | GT     | 92 | BMW Rahal Letterman Racing | Tommy Milner          | 2 min 07 s 716 | 18     |
| 19   | GT     | 17 | Team Falken Tire (en)      | Wolf Henzler          | 2 min 07 s 939 | 19     |
| 20   | GT     | 40 | Robertson Racing           | David Murry           | 2 min 08 s 703 | 20     |
| 21   | GT     | 75 | Jaguar RSR                 | Ryan Dalziel          | 2 min 10 s 084 | 21     |
| 22   | GTC    | 54 | Black Swan Racing          | Jeroen Bleekemolen    | 2 min 14 s 345 | 22     |
| 23   | GTC    | 63 | TRG                        | Andy Lally            | 2 min 14 s 520 | 33     |
| 24   | GTC    | 32 | GMG Racing                 | James Sofronas        | 2 min 14 s 843 | 23     |
| 25   | GTC    | 48 | ORBIT/Paul Miller Racing   | Bryce Miller          | 2 min 15 s 656 | 24     |
| 26   | GT     | 02 | Extreme Speed Motorsports  | Ed Brown              | 2 min 15 s 710 | 25     |
| 27   | GTC    | 69 | WERKS II Racing            | Galen Bieker          | 2 min 15 s 972 | 26     |
| 28   | GTC    | 88 | Velox Motorsports          | Shane Lewis           | 2 min 16 s 216 | 27     |
| 29   | GTC    | 23 | Alex Job Racing            | Romeo Kapudija (en)   | 2 min 16 s 221 | 28     |
| 30   | GT     | 44 | Flying Lizard Motorsports  | Seth Neiman           | 2 min 20 s 428 | 29     |
| 31   | GTC    | 28 | 911 Design                 | Pas de temps          | Pas de temps   | 30     |
| 32   | LMP    | 37 | Intersport Racing (en)     | Pas de temps          | Pas de temps   | 31     |
| 33   | LMPC   | 55 | Level 5 Motorsports        | Pas de temps          | Pas de temps   | 32     |

## Course
Voici le classement provisoire au terme de la course.

- Les vainqueurs de chaque catégorie sont signalés par un fond jauni.
- Pour la colonne Pneus, il faut passer le curseur au-dessus du modèle pour connaître le manufacturier de pneumatiques.

| Pos.   | Cat  | n° | Écurie                     | Pilotes                                      | Châssis                                 | Pneus | Tours |
| Pos.   | Cat  | n° | Écurie                     | Pilotes                                      | Moteur                                  | Pneus | Tours |
| ------ | ---- | -- | -------------------------- | -------------------------------------------- | --------------------------------------- | ----- | ----- |
| 1      | LMP  | 8  | Drayson Racing             | Paul Drayson Jonny Cocker                    | Lola B09/60                             | M     | 69    |
| 1      | LMP  | 8  | Drayson Racing             | Paul Drayson Jonny Cocker                    | Judd GV5.5 S2 5.5 L V10 (E85 Ethanol)   | M     | 69    |
| 2      | LMP  | 6  | Muscle Milk Team Cytosport | Klaus Graf Timo Bernhard                     | Porsche RS Spyder Evo                   | M     | 69    |
| 2      | LMP  | 6  | Muscle Milk Team Cytosport | Klaus Graf Timo Bernhard                     | Porsche MR6 3.4 L V8                    | M     | 69    |
| 3      | LMP  | 1  | Patrón Highcroft Racing    | David Brabham Simon Pagenaud                 | HPD ARX-01C                             | M     | 69    |
| 3      | LMP  | 1  | Patrón Highcroft Racing    | David Brabham Simon Pagenaud                 | HPD AL7.R 3.4 L V8                      | M     | 69    |
| 4      | LMP  | 16 | Dyson Racing Team          | Chris Dyson Guy Smith                        | Lola B09/86                             | D     | 68    |
| 4      | LMP  | 16 | Dyson Racing Team          | Chris Dyson Guy Smith                        | Mazda MZR-R 2.0 L I4 Turbo (Isobutanol) | D     | 68    |
| 5      | LMPC | 99 | Green Earth Team Gunnar    | Gunnar Jeannette Elton Julian                | Oreca FLM09                             | M     | 67    |
| 5      | LMPC | 99 | Green Earth Team Gunnar    | Gunnar Jeannette Elton Julian                | Chevrolet LS3 6.2 L V8                  | M     | 67    |
| 6      | LMPC | 52 | PR1/Mathiasen Motorsports  | Ricardo González Luis Díaz                   | Oreca FLM09                             | M     | 67    |
| 6      | LMPC | 52 | PR1/Mathiasen Motorsports  | Ricardo González Luis Díaz                   | Chevrolet LS3 6.2 L V8                  | M     | 67    |
| 7      | GT   | 90 | BMW Rahal Letterman Racing | Dirk Müller Joey Hand                        | BMW M3 GT2                              | D     | 66    |
| 7      | GT   | 90 | BMW Rahal Letterman Racing | Dirk Müller Joey Hand                        | BMW 4.0 L V8 (E85 Ethanol)              | D     | 66    |
| 8      | GT   | 45 | Flying Lizard Motorsports  | Jörg Bergmeister Patrick Long                | Porsche 911 GT3 RSR                     | M     | 66    |
| 8      | GT   | 45 | Flying Lizard Motorsports  | Jörg Bergmeister Patrick Long                | Porsche 4.0 L Flat-6 (E85 Ethanol)      | M     | 66    |
| 9      | GT   | 4  | Corvette Racing            | Olivier Beretta Oliver Gavin                 | Chevrolet Corvette C6.R                 | M     | 66    |
| 9      | GT   | 4  | Corvette Racing            | Olivier Beretta Oliver Gavin                 | Chevrolet 5.5 L V8 (E85 Ethanol)        | M     | 66    |
| 10     | GT   | 3  | Corvette Racing            | Jan Magnussen Johnny O'Connell               | Chevrolet Corvette C6.R                 | M     | 66    |
| 10     | GT   | 3  | Corvette Racing            | Jan Magnussen Johnny O'Connell               | Chevrolet 5.5 L V8 (E85 Ethanol)        | M     | 66    |
| 11     | GT   | 02 | Extreme Speed Motorsports  | Ed Brown Guy Cosmo                           | Ferrari F430 GTE                        | M     | 66    |
| 11     | GT   | 02 | Extreme Speed Motorsports  | Ed Brown Guy Cosmo                           | Ferrari 4.0 L V8                        | M     | 66    |
| 12     | GT   | 62 | Risi Competizione          | Jaime Melo Gianmaria Bruni                   | Ferrari F430 GTE                        | M     | 66    |
| 12     | GT   | 62 | Risi Competizione          | Jaime Melo Gianmaria Bruni                   | Ferrari 4.0 L V8 (E85 Ethanol)          | M     | 66    |
| 13     | LMPC | 95 | Level 5 Motorsports        | Scott Tucker Andy Wallace                    | Oreca FLM09                             | M     | 66    |
| 13     | LMPC | 95 | Level 5 Motorsports        | Scott Tucker Andy Wallace                    | Chevrolet LS3 6.2 L V8                  | M     | 66    |
| 14     | GT   | 61 | Risi Competizione          | Mika Salo Pierre Kaffer                      | Ferrari F430 GTE                        | M     | 66    |
| 14     | GT   | 61 | Risi Competizione          | Mika Salo Pierre Kaffer                      | Ferrari 4.0 L V8 (E85 Ethanol)          | M     | 66    |
| 15     | GT   | 01 | Extreme Speed Motorsports  | Scott Sharp Johannes van Overbeek            | Ferrari F430 GTE                        | M     | 66    |
| 15     | GT   | 01 | Extreme Speed Motorsports  | Scott Sharp Johannes van Overbeek            | Ferrari 4.0 L V8                        | M     | 66    |
| 16     | GT   | 44 | Flying Lizard Motorsports  | Darren Law Seth Neiman                       | Porsche 911 GT3 RSR                     | M     | 66    |
| 16     | GT   | 44 | Flying Lizard Motorsports  | Darren Law Seth Neiman                       | Porsche 4.0 L Flat-6 (E85 Ethanol)      | M     | 66    |
| 17     | GT   | 17 | Team Falken Tire (en)      | Bryan Sellers Wolf Henzler                   | Porsche 911 GT3 RSR                     | F     | 65    |
| 17     | GT   | 17 | Team Falken Tire (en)      | Bryan Sellers Wolf Henzler                   | Porsche 4.0 L Flat-6                    | F     | 65    |
| 18     | GTC  | 54 | Black Swan Racing          | Tim Pappas Jeroen Bleekemolen                | Porsche 911 GT3 Cup                     | Y     | 64    |
| 18     | GTC  | 54 | Black Swan Racing          | Tim Pappas Jeroen Bleekemolen                | Porsche 3.6 L Flat-6                    | Y     | 64    |
| 19     | GTC  | 69 | WERKS II Racing            | Robert Rodriguez Galen Bieker                | Porsche 911 GT3 Cup                     | Y     | 63    |
| 19     | GTC  | 69 | WERKS II Racing            | Robert Rodriguez Galen Bieker                | Porsche 3.8 L Flat-6                    | Y     | 63    |
| 20     | GTC  | 88 | Velox Motorsports          | Shane Lewis Vic Rice                         | Porsche 911 GT3 Cup                     | Y     | 63    |
| 20     | GTC  | 88 | Velox Motorsports          | Shane Lewis Vic Rice                         | Porsche 3.8 L Flat-6                    | Y     | 63    |
| 21     | GTC  | 23 | Alex Job Racing            | Bill Sweedler Romeo Kapudija (en)            | Porsche 911 GT3 Cup                     | Y     | 63    |
| 21     | GTC  | 23 | Alex Job Racing            | Bill Sweedler Romeo Kapudija (en)            | Porsche 3.8 L Flat-6                    | Y     | 63    |
| 22     | GTC  | 63 | TRG                        | Duncan Ende (en) Andy Lally                  | Porsche 911 GT3 Cup                     | M     | 63    |
| 22     | GTC  | 63 | TRG                        | Duncan Ende (en) Andy Lally                  | Porsche 3.8 L Flat-6                    | M     | 63    |
| 23     | GTC  | 28 | 911 Design                 | Loren Beggs Doug Baron                       | Porsche 911 GT3 Cup                     | Y     | 61    |
| 23     | GTC  | 28 | 911 Design                 | Loren Beggs Doug Baron                       | Porsche 3.8 L Flat-6                    | Y     | 61    |
| 24     | GT   | 40 | Robertson Racing           | David Robertson Andrea Robertson David Murry | Ford GT-R Mk. VII                       | D     | 59    |
| 24     | GT   | 40 | Robertson Racing           | David Robertson Andrea Robertson David Murry | Ford 5.0 L V8                           | D     | 59    |
| 25     | LMP  | 12 | Autocon Motorsports        | Bryan Willman Tony Burgess Johnny Mowlem     | Lola B06/10                             | D     | 59    |
| 25     | LMP  | 12 | Autocon Motorsports        | Bryan Willman Tony Burgess Johnny Mowlem     | AER P32C 4.0 L V8 Turbo (E85 Ethanol)   | D     | 59    |
| 26 DNF | LMPC | 89 | Intersport Racing (en)     | Kyle Marcelli Chapman Ducote                 | Oreca FLM09                             | M     | 47    |
| 26 DNF | LMPC | 89 | Intersport Racing (en)     | Kyle Marcelli Chapman Ducote                 | Chevrolet LS3 6.2 L V8                  | M     | 47    |
| 27 DNF | LMPC | 36 | Genoa Racing               | Christian Zugel Frankie Montecalvo           | Oreca FLM09                             | M     | 36    |
| 27 DNF | LMPC | 36 | Genoa Racing               | Christian Zugel Frankie Montecalvo           | Chevrolet LS3 6.2 L V8                  | M     | 36    |
| 28 DNF | GTC  | 48 | ORBIT/Paul Miller Racing   | Bryce Miller Luke Hines (en)                 | Porsche 911 GT3 Cup                     | Y     | 36    |
| 28 DNF | GTC  | 48 | ORBIT/Paul Miller Racing   | Bryce Miller Luke Hines (en)                 | Porsche 3.8 L Flat-6                    | Y     | 36    |
| 29 DNF | GT   | 75 | Jaguar RSR                 | Marc Goossens Ryan Dalziel                   | Jaguar XKRS                             | Y     | 26    |
| 29 DNF | GT   | 75 | Jaguar RSR                 | Marc Goossens Ryan Dalziel                   | Jaguar 5.0 L V8                         | Y     | 26    |
| 30 DNF | GT   | 92 | BMW Rahal Letterman Racing | Bill Auberlen Tommy Milner                   | BMW M3 GT2                              | D     | 8     |
| 30 DNF | GT   | 92 | BMW Rahal Letterman Racing | Bill Auberlen Tommy Milner                   | BMW 4.0 L V8 (E85 Ethanol)              | D     | 8     |
| 31 DNF | LMPC | 55 | Level 5 Motorsports        | Scott Tucker Christophe Bouchut              | Oreca FLM09                             | M     | 8     |
| 31 DNF | LMPC | 55 | Level 5 Motorsports        | Scott Tucker Christophe Bouchut              | Chevrolet LS3 6.2 L V8                  | M     | 8     |
| 32 DNF | GTC  | 32 | GMG Racing                 | Bret Curtis James Sofronas                   | Porsche 911 GT3 Cup                     | Y     | 8     |
| 32 DNF | GTC  | 32 | GMG Racing                 | Bret Curtis James Sofronas                   | Porsche 3.8 L Flat-6                    | Y     | 8     |
| 33 DNF | LMP  | 37 | Intersport Racing (en)     | Jon Field Clint Field                        | Lola B06/10                             | D     | 6     |
| 33 DNF | LMP  | 37 | Intersport Racing (en)     | Jon Field Clint Field                        | AER P32C 4.0 L V8 Turbo (E85 Ethanol)   | D     | 6     |